# Uguia
Uguia, oguia ou ouguiya (símbolo: UM; em árabe: أوقية; código: MRO; plural em português: uguias ou oguias) é a moeda da Mauritânia. É a única moeda em circulação, para além do ariari malgaxe, cujas unidades em que se divide não são baseadas num sistema decimal. Cada uguia subdivide-se em cinco kumes ou khoums (árabe: خمس‎, literalmente: "um quinto").
A uguia foi introduzida em 1973, substituindo o Franco CFA, à taxa de 1 uguia = 5 francos.
O Antigo uguia (MRO) foi introduzido em 1973, substituindo o Franco CFA, à taxa de 1 uguia = 5 francos.